# سيكا (كيوتو)
سَيكا (بالكانجي:精華町 سَيكا-تشو) هي مدينة تقع في منطقة سوراكو في محافظة كيوتو في اليابان.
وقد بلغ تقدير التعداد السكاني 37,214 نسمة في الأول من شهر مارس عام 2014م. كما تبلغ مساحة المنطقة 25,66 كم². على الرغم من أن سَيكا قائمة على الزراعة إلى حد كبير، إلا أنها قد أصبحت في السنوات الأخيرة وسط مشروع وطني لمدينة كانساي للعلوم والتي يشار إليها باسم «عاصمة الثقافة الجديدة» في اليابان. كما توجد لبعض الشركات منشآت أخرى في المدينة كشركة اليابان للبرق والهاتف وشركة ماتسوشيتا الكهربائية وكيوسيرا وغيرها.

العلم

موقع مدينة سَيكا في محافظة كيوتو

موقع مدينة سَيكا في اليابان

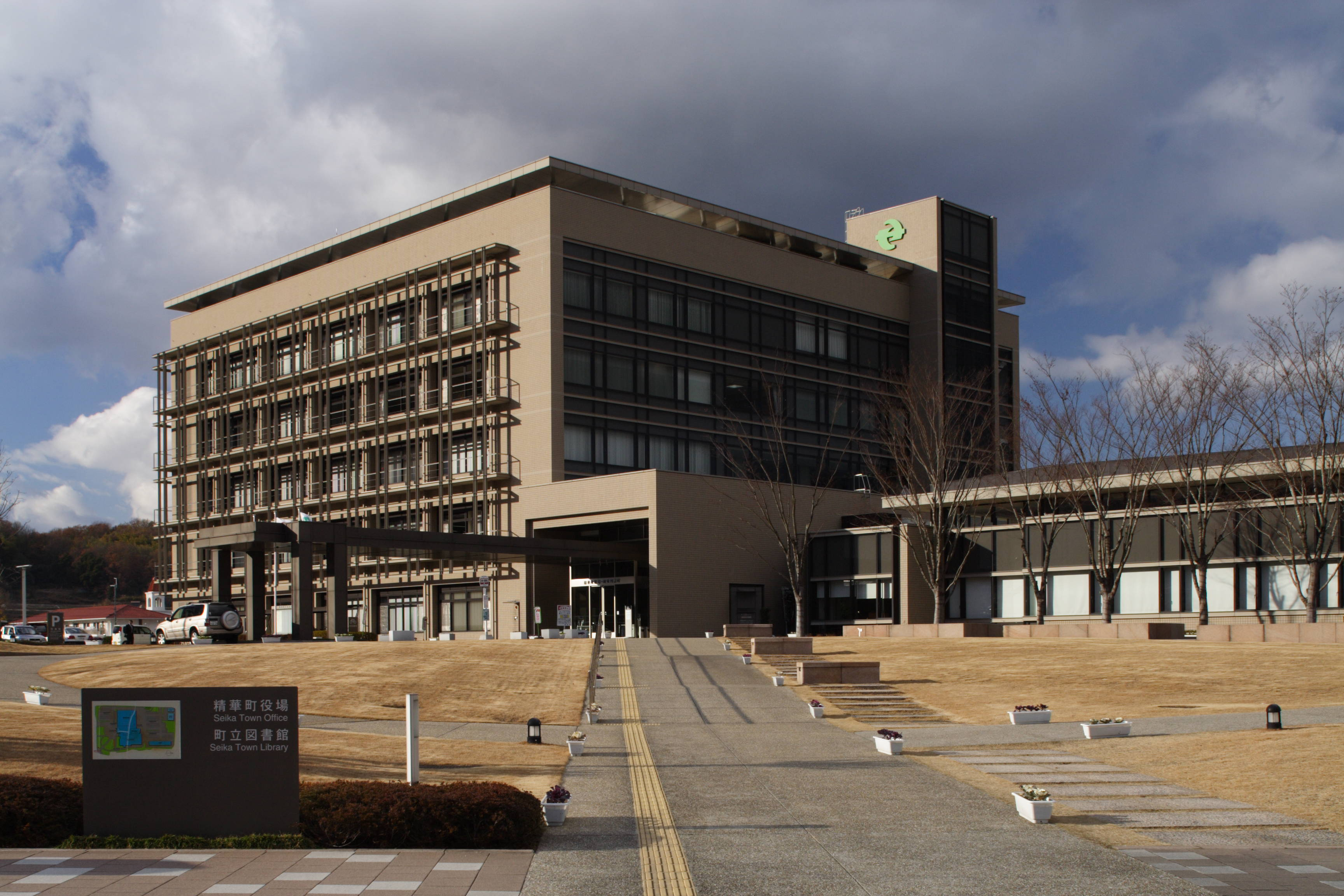
مكتب مدينة سَيكا

## الجغرافيا
تقع سَيكا في الطرف الجنوبي من ولاية كيوتو، يحدها نهر كيزو من الشرق وهضاب كيهانَّا من الغرب. وبسبب موقعها القريب لنهر كيزو يعتبر الجزء الشرقي من سَيكا مثاليًّا للإنتاج الزراعي لاحتوائه على تربة غنية وخصبة. بينما يعتبر الجزئان الهضبيان الغربي والجنوبي من هذه المدينة أراض سكنية.

## التاريخ
وتشير سجلات الأثرية لسكن البشر في العصر الحديث لمدينة سَيكا منذ فترة «يايوي» على الأقل. كما أنها موطن قلعة إينازوما، والتي حدث فيها جزء من أعمال شغب ياماشيرو في عام 1485م. وتعتبر المنطقة المحيطة بسَيكا تاريخياً ممراً ثقافياً بين العاصمتين الأثريتين كيوتو ونارا.
كما أن المنطقة التي تسمى الآن سَيكا قد احتلتها العديد من القرى الزراعية. وفي عام 1931، اندمجت كل من القرى هوسونوو كومادا وإينادا لتشكيل قرية كاوانيشي، والتي اندمجت بدورها مع قرية يماداشو لتشكيل قرية سَيكا. وقد أدرجت قرية سَيكا في عام 1955م تحت مسمى مدينة سَيكا.
وشهدت سَيكا نمواً سريعاً وذلك بسبب انتقال المسافرين إلى كيوتو وأوساكا ونارا منها إلى المدينة في بداية الستينات من القرن الماضي. وقد تضاعف عدد سكان المدينة ثلاثة أضعاف في غضون 35 سنة، حيث نما عدد السكان من 10929 شخص في عام 1970م إلى 34236 شخصا في عام 2005م. ووفقا لتعداد عام 2005م، تعتبر بلدية سَيكا الأسرع نموا في اليابان.

## معالم المدينة والأحداث
يوجد في سَيكا مركز كيهانَّا التجاري، وهو مبنىً كبير في مدينة كانساي للعلوم ويضم قاعة احتفالات وغيرها من المرافق، فضلا عن ساعة شمسية كبيرة معروفة لإسقاط أشعة الليزر في السماء ليلاً. كما توجد حديقة كيهانَّا التذكارية، والتي تتضمن حديقة نباتية كبيرة في المدينة. وبالإضافة إلى ذلك يقع في سَيكا فرع كانساي لمكتبة المجلس التشريعي . وتعتبر سَيكا موطناً لعدة مهرجانات كبيرة تقام سنويا. كمهرجان البحث عن الفراولة الشهير والذي يحظى بالعديد من الزوار. ويوجد حدث آخر معروف الا وهو مهرجان «إيقوموري» والذي يعود تاريخه إلى 770م، ويتميزبحمل شعلة كبيرة خلال ظلام الليل. ويعد مهرجان سيكا الحدث الرئيسي سيكا، وهو معرض كبير يقام في شهرنوفمبر سنوياً ويضم مجموعة كبيرة ومتنوعة من الأكشاك والعروض المختلفة، وغيرها من عوامل الجذب. كما تقع العديد من المعابد والمزارات البارزة في سَيكا. وتشمل هذه ضريح هوسونو، حيث يتم مهرجان إيقوموري، ومعبد رايكوجي، حيث دفن أبطال مسرحية الكاتب الدرامي تشيكاماتسو مونزائمون بعنوان انتحارات حب في ليلة مهرجان كوشين.

## الاقتصاد
يعرف الجزء الشرقي من سَيكا باقتصاده القائم على الزراعة. وتعتبر الفراولة أشهر منتجاتها، وكما تشتهر المدينة بأكلتي قلقاس الروبيان والفلفل الأخضر الحار.
و يجعل وجود مدينة كانساي للعلوم البحوث والتقنية مكوناً أساسياً لاقتصاد سَيكا. وبالإضافة إلى الشركات التي لديها مرافق في سَيكا، وشركات مقرها الرئيسي في سَيكا وتشمل أكتفلينك وتاكاكو وسيليكس.

## الحكومة
العمدة الحالي لمدينة سَيكا هو كانامي كيمورا. ويتكون مجلس المدينة من 18 عضواً.

## وسائل التنقل
السكك الحديدية 
تقدم خدمات السكك الحديدية في سَيكا من شركتين من شركات السكك الحديدية جي ار ويست وكينتيتسو. ويربط خط جي ار قاكينتوشي سَيكا بأوساكا، في حين يوفر خط كينتيتسوكيوتو الخدمة إلى كيوتو ويخدم نارا عبر ربط خط نارا في محطة ياماتو-سايدايجي بنارا وأوساكا. يتوقف كل من قطار جي ار السريع وقطار كينتيتسو السريع في محطة هوسونو في سَيكا ومحطة شين-هوسونو على التوالي. كما تقع محطة جي ار شيموكوما ومحطتي كينتيتسو كومادا وياماداجاوا أيضا في سَيكا.
الحافلات 
تُخدم سَيكا من شركتين هما حافلات سَيكا كورورين وحافلات نارا كوتسو.
الطرق 
ترتبط سَيكا بالطريق الوطني 163 والذي يصل بين اوساكا ومحافظة مي عبر الطريقين الجانيبيين زاكورو وياماداجاوا. كما يرتبط طريق كيناوا السريع بمدينة سَيكا عبر التقاطعات سَيكا-شيموكوما وسَيكا-قاكِّين وياماداجاوا.

## التعليم
ما بعد الثانوية
- جامعة محافظة كيوتو، حرم سَيكا الجامعي

المدارس الخاصة والمستأجرة
- مدرسة كيوتو كوقاكي الثانوية.

المدارس العامة
- مدرسة سَيكاداي الابتدائية
- مدرسة هيغاشيهيكاري الابتدائية
- مدرسة ياماداشو الابتدائية
- مدرسة كاوانيشيالابتدائية
- مدرسة سيهوكو الابتدائية
- مدرسة سَيكا الاعدادية
- مدرسة سَيكا نيشي الاعدادية
- مدرسة سَيكا مينامي الاعدادية
- ثانوية مينامياماشيرو للتعليم الخاصة

## العلاقات الدولية
المدن التوأم- المدن الشقيقة 
تُوئِمت سَيكا مع:
- نورمان، الولايات المتحدة الأمريكية منذ عام 2005م

## البلديات المجاورة
- محافظة كيوتو
  - كيوتانابي
  - كيزوجاوا
- محافظة نارا
  - إيكوما
  - نارا

## أُناس جديرون بالذكر
- ميساتو واتانابي

## روابط خارجية
وسائط ذات صلة بسَيكا، كيوتو في موقع ويكيميديا كومنز
- موقع المدينة الرسمي (بالإنجليزي)
- مدونة كيوتو عبر الثقافات الرسمية (بالياباني) و(الإنجليزي)